# Het Schurend Scharniertje
"Het Schurend Scharniertje" was een Vlaams radioprogramma, van 1954 tot 1994 uitgezonden door Radio 2 Limburg, een regionale zender van Radio 2, waar presentator Jos Ghysen wekelijks zijn humoristische cursiefjes voorlas in het bijzijn van een studiopubliek. Samen met het radiojournaal, Opera en Belcanto en Vragen staat vrij, was het een van de langstlopende programma's op de Vlaamse radio. 

## Concept
In Het Schurend Scharniertje las Jos Ghysen wekelijks cursiefjes voor. De meeste zelf geschreven, maar ook Louis Verbeeck schreef cursiefjes voor dit programma. 
Elke uitzending werd voorafgegaan door het geluid van een deur die krakend openging. Volgens Ghysen dankte het programma zijn naam aan de al in jaren niet meer gesmeerde scharnieren van de kantoordeur van toenmalig N.I.R.-directeur Bert Leysen. Jef Claessen, producer bij Radio 2 Limburg, bedacht de titel.
Het bekendste en populairste cursiefje uit dit programma was Onder de wapens (het leger). Ghysen schreef deze tekst n.a.v. een tournee van een week voor de Belgische troepen in Duitsland. Het succes was zo groot dat hij er een vervolg op schreef, "de Helm", dat hij ook in Nederland en Duitsland mocht voordragen.
Ghysen bundelde in 1968 zijn beste columns en publiceerde ze. De kortverhalen werden ook in het buitenland vertaald en uitgegeven. De Oost-Duitse omroep en de Nederlandse zender Hilversum 1 brachten de cursiefjes ook.

## Prijzen
- Radio-Oscar (1967)